# Duduk
Il duduk  è un antico strumento musicale tradizionale armeno, folk. Si tratta di un aerofono ad ancia doppia e appartiene alla famiglia dei legni. In seguito alla diaspora armena, lo strumento si è diffuso in gran parte dell'Europa orientale e del Medio Oriente (per esempio Serbia e Bulgaria). Il nome corrente "duduk" è una deformazione di "dudka", che indica uno strumento simile appartenente alla tradizione russa. Nella musica curda accompagnava talvolta i canti dei dengbej.
Entrò in contatto con la musica pop occidentale grazie a J̌ivan Gasparyan, esecutore sovietico proveniente dall'Armenia.
Gasparyan ha esordito collaborando con Peter Gabriel alla scrittura della colonna sonora del film di Martin Scorsese L'ultima tentazione di Cristo, dove il duduk viene suonato da Pedro Eustache.
Nel 1998 ha poi lavorato assieme al virtuoso della chitarra Michael Brook per l'album Black Rock e successivamente con Hans Zimmer per Il gladiatore, che vinse 5 Oscar nel 2001.
Il duduk è utilizzato da Pedro Eustache nel brano Jenny Wren presente nell'album Chaos and Creation in the Backyard di Paul McCartney.

## Storia
I musicologi armeni riportano prove dell'uso del duduk già nel 1200 a.C., sebbene gli studiosi occidentali ritengano che abbia origine verso il V secolo. Varianti del duduk possono essere rintracciate in Armenia e nel Caucaso. La storia della musica armena per duduk viene fatta risalire al regno di Tigrane II (95–55 a.C.). Secondo l'etnomusicologo Jonathan McCollum, lo strumento è raffigurato in numerosi manoscritti armeni del Medioevo. Scrive anche: